# Акт о половых преступлениях (2003)
Акт о половых преступлениях, 2003 (англ. Sexual Offences Act 2003) — акт парламента Великобритании, принятый в 2003 году. Документ регламентирует ответственность за половые преступления в юрисдикции английского права с 1 мая 2004 года.
Акт вносит значительные изменения в акт о половых преступлениях 1956 года, почти полностью заменив его, и в некоторые законы Северной Ирландии. Новое законодательство характеризуется более конкретными и явными формулировками и содержит новые ранее не криминализируемые преступления, такие как вуайеризм без согласия и сексуальные контакты с умершими. Кроме того, закон включает положения, ограничивающие распространение секс-туризма.
Акт 2003 года отменяет положение акта 1956 года, криминализирующего групповой однополый секс между мужчинами, а также гомосексуальные контакты в присутствии третьих лиц (статья 12 акта 1956 года).
Акт 2003 года дополняет законодательство множеством положений, направленных на борьбу с проституцией, в том числе с детской проституцией, и сутенёрством. Кроме того, закон изменяет понятие ребёнка в акте о защите детей 1978 года, повышая детский возраст с 16 до 18 лет.